# Границя пружності

Діаграма деформування металевого матеріалу. Напруження показано у функції від деформації
1: Границя абсолютної пружності
2: Границя пропорційності
3: Границя пружності
4: Границя плинності σ_{0,2}

Грани́ця пру́жності — найбільше механічне напруження при навантаженні зразка матеріалу, до якого залишкова деформація при розвантаженні не виявляється.
За ДСТУ 2825-94: Границя пружності (Межа пружності)— найбільше умовне напруження, за якого з обумовленим відхиленням зберігається пружність у разі деформування зразка.
При розтягуванні зразка це напруження спричинюється силою Fпр і визначається за формулою
{\displaystyle \sigma _{np}={\frac {F_{np}}{A_{0}}}} [МПа].
Границя пружності (точка 3 на рисунку) є характеристикою, не пов'язаною із законом Гука. Її значення може бути як більшим, так і меншим границі пропорційності (точка 2 на рисунку), хоча ці значення є дуже близькими і, як правило, різницею між ними нехтують.
Часто за границю пружності використовують найбільше напруження, при якому забезпечується неперевищення пластичною деформацією деякої величини, що має назву — допуск на залишкову відносну деформацію (зазвичай {\displaystyle \epsilon =0,05\%}). Значення границі пружності, отримане на основі цього критерію позначається {\displaystyle \sigma _{\text{0,05}}} і цю характеристику називають умовною границею пружності.